# Cuvée
Pour l’article ayant un titre homophone, voir QV.
La cuvée est la quantité de vin qui se fait à la fois dans une cuve. Dans ce sens, on peut dire d'un vigneron qu'il a fait un certain nombre de cuvées de vin et que des tonneaux sont ou non de la même cuvée.
On appelle tête de cuvée (ou tête de vin) le vin tiré des premières cuvées d'une vendange de qualité (surtout dans les crus de Bourgogne et de Champagne).
On utilise parfois aussi le terme cuvée pour désigner la quantité de raisin produite par un vignoble, et mise en cuves, en une seule fois, pour la fermentation. 
Cuvée indique aussi, communément, la qualité du vin issu de la cuve (Cuvée supérieure, cuvée royale, etc.) mais... la cuvée peut être également le mélange de vins que font certains marchands.